# 高角度鏡頭

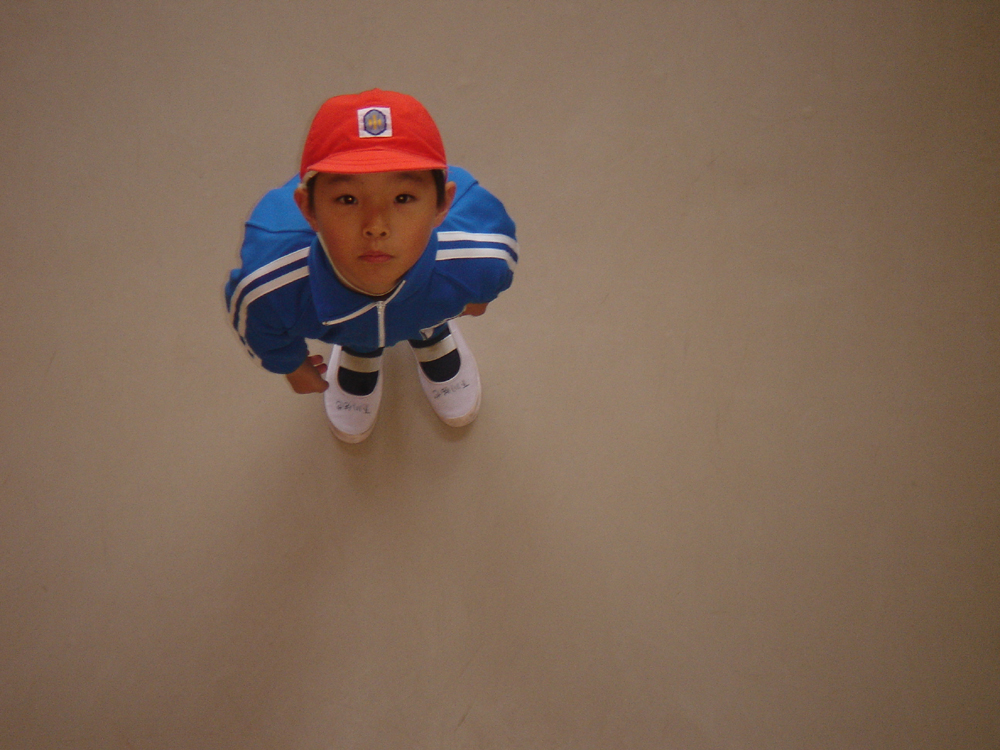
攝影中的高角度鏡頭範例

高角度鏡頭（High-angle shot）是一種電影拍攝技術 ，攝影機從高角度向下俯視主體，焦點經常有被「吞噬」的感覺。
在正確應用的氣氛、場景設定和特殊效果下，高角度鏡頭可使主體看起來容易受到傷害或虛弱無力。在電影中，它們可以使場景更加戲劇化。此外，如果有位於較高處的人正在和下面的人交談，也常使用這種鏡頭拍攝。

## 技術
高角度鏡頭是攝影機對著主體所做的任何一種俯攝鏡頭。高角度不一定是把攝影機放在很高的地方，實際上，可以放在攝影師眼睛水平以下往下看一件更小的物體，它仍然算是一個高角度的攝影。展開在地面上造成特殊模式的題材，從高角度來看可能會更好，例如整齊的花園、競賽跑道、軍事基地、建築工地等，高角度幫助觀眾對背景的地理有所認識，往下看的方式提供一幅地圖般的設計圖，讓觀眾知道他自己是在什麼地方。發生複雜有深度的動作時，從高角度來看就可以看到整個場面，諸如足球賽、軍隊行列、生產線或移動的獸群。

## 外部連結
- 希區考克電影中的高角度鏡頭場景 （页面存档备份，存于）